# Figma
Figma es un editor de gráficos vectorial y una herramienta de generación de prototipos, principalmente basada en la web, con características off-line adicionales habilitadas por aplicaciones de escritorio en macOS y Windows. Las aplicaciones Figma Mirror companion para Android y iOS permiten mirar los prototipos de Figma en dispositivos móviles. El conjunto de funciones de Figma, se enfoca en el uso de la interfaz de usuario y el diseño de experiencia de usuario, con énfasis en la colaboración en tiempo real.

## Historia
Dylan Field y Evan Wallace empezaron a trabajar en Figma en 2012. La idea de una herramienta de diseño basado en la web, era una de las muchas ideas que Field y Wallace tenían en su lluvia de ideas en 2011 mientras eran estudiantes en la Universidad Brown. En 2012, Wallace se graduó de Brown, Field dejó Brown para aceptar la beca Thiel Fellowship, la cual le proporcionó $100,000 para seguir su idea de startup. Los dos se mudaron a San Francisco para trabajar en Figma a tiempo completo.
Figma empezó a ofrecer un programa de invitaciones únicas gratis el 4 de diciembre de 2013. Esta vio su primera salida pública el 27 de septiembre de 2016.
El 22 de octubre de 2019, Figma lanzó Figma Comunidad, permitiendo a los diseñadores publicar sus trabajos para que otros los puedan ver y adaptar.

## Críticas
Tras la invasión rusa de Ucrania en 2022, Figma recibió críticas por continuar sus operaciones en Rusia, con algunos acusando a la compañía de beneficiarse del mercado ruso. A pesar del conflicto en curso, Figma mantuvo sus servicios en el país, lo que fue visto por algunos como un apoyo tácito al gobierno ruso. Sin embargo, Figma suspendió las nuevas ventas y detuvo cualquier actividad de marketing en Rusia. A partir de 2023, la empresa ha tomado medidas para retirarse completamente del mercado.

## Financiación
En junio de 2013, Figma recaudó $3.8 millones en financiación semilla. En diciembre de 2015, la compañía recaudó $14 millones en financiación para la Serie A. En febrero de 2018, Figma recaudó $25 millones en la Serie B. En febrero de 2019, Figma recaudó $40 millones de financiación en una ronda de Serie C. En abril de 2020, Figma recaudó $50 millones en financiación en una ronda de Serie D.
En abril de 2020, Figma fue valorada en más de $2 mil millones.

## Alternativas
- Sketch
- Adobe XD
- Balsamiq Wireframes